# Lidové náboženství
Lidové náboženství je pojem, který v religionistice a etnologii označuje různé náboženské formy a projevy, které se liší od praktik organizovaného náboženství, byť s nimi obvykle nějak souvisejí. Pojem se užívá ovšem v několika významech – může jít o lidové či starší náboženské tradice, které se infiltrovaly do organizovaného náboženství, a zde jsou buď tolerovány, vstřebány nebo se pro nim bojuje (příkladem mohou být například některé velikonoční tradice v širším rámci křesťanství). Jiný typ lidového náboženství žije na okraji velkých organizovaných náboženství nebo paralelně vedle nich v jisté interakci. Zde je typickým příkladem čínské lidové náboženství, které sdílí leckteré prvky s konfucianismem a taoismem, přesto má separátní mytologii a panteon vlastních transcendentních postav. Struktury oficiálních náboženství na něj mají také jen malý vliv. Třetím typem lidového náboženství je kult, který vznikne smísením nějaké lidové regionální tradice a velkého organizovaného náboženství. Příkladem jsou například africké kulty Vodun a Santería, které vznikly smísením animistických afrických kultů a katolicismu. Mimo religionistiku může mít pojem i jiné významy – v rámci zavedených náboženství se jako lidové náboženství někdy označuje touha vlažných věřících nebo dokonce nevěřících absolvovat některé náboženské rituály, zejména svatbu a pohřeb, v křesťanství pak například křest dítěte.